# Olav Hanssen
Olav Hanssen (* 1. Oktober 1915 in Bremerhaven; † 7. Februar 2005 in Goslar) war ein evangelisch-lutherischer Theologe, Pädagoge, Autor, Leiter des Missionsseminars in Hermannsburg und Prior einer monastischen Bruderschaft.

## Leben und Wirken
Olav Hanssen wurde am 1. Oktober 1915 im Bremerhavener Stadtteil Geestemünde geboren. Bereits Hanssens Großeltern gehörten zur Erweckungs- und Missionsgemeinde in Hermannsburg. Er erlernte nach dem Abitur zuerst den Beruf des Maurers und studierte ab 1937 Architektur in Hannover. Dort war er auch in der evangelischen Jugendarbeit des CVJM Herrenstrasse tätig, die ab 1939 verdeckt betrieben wurde. Im Zweiten Weltkrieg wurde er als Soldat an der Ostfront eingesetzt; 1941 entschied Hanssen sich, Theologie zu studieren. Er geriet in sowjetische Kriegsgefangenschaft, wo er todkrank wurde und 1946 freikam.
Ab 1946 studierte er evangelische Theologie an der Georg-August-Universität in Göttingen. Der Neutestamentler Joachim Jeremias war ein wichtiger Lehrer für ihn und begleitete später auch seine Doktorarbeit. Hanssen wurde 1951 beim Barmer Superintendenten Stöver als Vikar eingesetzt und am 28. Februar 1954 in Wuppertal-Barmen ordiniert. Bereits 1950 bis 1952 war er Theologischer Lehrer an der Evangelistenschule Johanneum in Wuppertal, da er dem damaligen Direktor Otto Schmitz empfohlen wurde. Mit dieser Schule blieb er bis 1986 als aktives Mitglied verbunden.
1957 wurde Hanssen Leiter des Missionsseminars in Hermannsburg. Ab 1963 begann sich eine Brüderschaft um ihn zu bilden, welcher ab 1966 unter dem Namen Koinonia (Gemeinschaft) mehrere Ehepaare, aber auch Brüder, die sich zur Ehelosigkeit berufen fühlten, angehörten. 1975 verstarb seine Ehefrau, worauf Hanssen aus seiner Gemeinschaft die Gethsemanebruderschaft bildete.
Am 1. September 1979 trat er in den Ruhestand und wurde Prior der Ehelosen-Gethsemanebruderschaft im Domkloster Ratzeburg. 1990 wechselte er mit der Gethsemanebruderschaft ins neu gegründete Gethsemanekloster im Kloster Riechenberg bei Goslar, wo er sich weiter der Einkehrarbeit und Seelsorge widmete. Er verstarb dort am 7. Februar 2005 im Alter von 89 Jahren an den Folgen eines Oberschenkelhalsbruchs.

## Lehre
Für Olav Hanssen war die Beschäftigung mit der Bibel eine Art Gottesdienst, eine gründliche exegetische Arbeit vor dem Angesicht Gottes und im Bewusstsein der Abhängigkeit von ihm. Seinen Studierenden vermittelte er den geistlichen Wert der Lectio divina und beachtete zusätzlich sowohl Textaufbau, Zusammenhänge als auch Details des griechischen Grundtextes. Dabei verzichtete er auf jegliche persönliche und konfessionelle Vereinnahmung der Bibel sowie kirchliche Polemik. Stattdessen versuchte er, sein Gegenüber zu verstehen, nahm eher vermittelnde Positionen ein und hatte trotz seines zurückhaltenden Wesens beachtlichen Einfluss auf viele Persönlichkeiten.

## Werke
- Gott alles in allem. Exegetische Einblicke in das Neue Testament, Göttingen 1999
- Das betrachtende Gebet, Göttingen 1997
- Das Schönste liegt noch vor uns. Einkehr und Ausblick im Jahreskreis, Göttingen um 1995
- Theologiestudium in der Krise. Dargestellt am Beispiel eines Missionsseminars, Hermannsburg 1974
- Leben heißt sehen. Anleitung zur Meditation, Göttingen 1972 (3. Auflage)
- Neugestaltung des Theologiestudiums. Eine Dokumentation, Hermannsburg 1969
- Neue Moral!?, Hermannsburg um 1968